# Bieliny (Basses-Carpates)
Pour les articles homonymes, voir Bieliny.
Bieliny est une localité polonaise de la gmina d'Ulanów, située dans le powiat de Nisko en voïvodie des Basses-Carpates.